# Cotxa ventreblanca
La cotxa ventreblanca (Luscinia phaenicuroidess; syn: Hodgsonius phaenicuroides) és una espècie d'ocell de la família dels muscicàpids (Muscicapidae). Es troba a Bhutan, Xina, l'Índia, Laos, Myanmar, Nepal, el Pakistan, Tailàndia i Vietnam. Habita els boscos temperats i el seu estat de conservació es considera de risc mínim.

## Taxonomia
Se la considerava l'única espècie del gènere Hodgsonius fins al 2010, quan les anàlisis genètiques van indicar que estava més emparentada amb el rossinyol comú i s'havia d'incorporar al gènere Luscinia.
Segons la Classificació del Congrés Ornitològic Internacional (versió 12.1, 2022) la cotxa ventreblanca pertany al gènere Luscinia: Tanmateix, el Handook of the Birds of the World i la quarta versió de la BirdLife International Checklist of the birds of the world (desembre 2019) la classifiquen encara com l'única espècie del gènere Hodgsonius.